# Quận Sangamon, Illinois
Quận Sangamon là một quận thuộc tiểu bang Illinois, Hoa Kỳ.
Quận này được đặt tên theo. Theo điều tra dân số của Cục điều tra dân số Hoa Kỳ năm 2000, quận có dân số người 2, còn dân số năm 2008 là 194.925 người. Quận lỵ đóng ở Springfield, đây cũng là thủ phủ bang.

## Địa lý
Theo Cục điều tra dân số Hoa Kỳ, quận có diện tích 2271 km2, trong đó có 23km2 là diện tích mặt nước.

### Các xa lộ chính
- Interstate 55
- Interstate 72
- U.S. Highway 36
- Illinois Route 4
- Illinois Route 29
- Illinois Route 54
- Illinois Route 97
- Illinois Route 104
- Illinois Route 124
- Illinois Route 123
- Illinois Route 125